# 歐倩怡
歐倩怡（英語：Cindy Au Sin Yi，1979年12月16日—），香港女藝人。1997年主唱日本動畫《櫻桃小丸子》的香港版片尾曲兒歌《問題天天都多》，大受歡迎，奪得《1997年度兒歌金曲頒獎典禮》「十大兒歌金曲」兼「至NET兒歌大獎」，以及「最受歡迎兒歌女歌手」。

## 事业與婚姻家庭
歐倩怡就讀於香港培正中學，1996年中五畢業後參加無綫電視及華星唱片合辦的新秀歌唱大賽，獲得自我潛能表現獎，於歌唱比賽後立即得到華星唱片簽約成為旗下歌手。1997年主唱兒歌──卡通片櫻桃小丸子的片尾曲《問題天天都多》，大受歡迎，奪得十大兒歌金曲兼至NET兒歌大獎，以及最受歡迎兒歌女歌手。1998年成史上唯一一位於同一年度奪2首十大兒歌金曲。2001年1月15日推出首張個人專輯《Cindy》。
后来她转行演艺，并于1998年至2006年间开始在香港无线电视工作。她在電視剧中扮演主要配角。2006年，宣佈結婚及淡出演藝圈。
前夫是無綫藝員郭晉安，二人在1999年因替TVB拍攝旅遊特輯而認識，此後相戀7年，於2006年7月22日在香港迪士尼樂園舉行婚禮。她曾两次流产。 2008年3月23日，誕下一子， Brad Kwok Ling-shan。2011年6月29日，歐倩怡再為郭晉安誕下一名女兒，Blair Kwok Yee-nga。
自從歐倩怡結婚產子之後，已經開始淡出娛樂圈，近年也沒有再拍攝任何電視節目、電影或廣告，只在2015年曾客串《五個小孩的校長》。
2017年，久未出現於電視、電影的歐倩怡，為何基佑主持的ViuTV新節目《超級奶爸》任嘉賓。歐倩怡講起湊仔經便自認是囉唆媽媽，一番說話會向子女重複講兩三次，經常被老公郭晉安嫌她長氣。至於被問到會否再拍劇，她表示有問過丈夫，他說只要大家不是拍同一部劇就行了。
歐倩怡获得了两个本科学位，分别是市場及管理學學士 （二等荣誉）和 食物及營養學榮譽理學士（一等荣誉）。她还攻读并完成了社區營養深造證書。2021年，她还追求體育及運動營養學理學碩士两年课程，她已经完成了半年。她还与古巨基妻子陳韻晴签订了经纪合约，将更加积极地拍摄營養學相关的电影。歐倩怡其後成為了一名主修食物及營養學的營養學家（nutritionist），但並非主修營養及飲食治療學的執業營養師（dietitian），因歐倩怡未接受過臨床營養學及飲食諮詢輔導的醫院實習訓練，故她的職責只在於提供食物及營養相關的知識、理論及教育，以及進行營養學研究，而並不能於醫院處方醫學營養治療。
2020年，歐倩怡與郭晉安一同於無綫電視音樂綜藝節目《流行經典50年》上演唱。
2024年5月2日，歐倩怡於社交媒體上宣佈與郭晉安離婚，結束18年的婚姻。

## 演出作品

### 電視劇（無綫電視）
- 1998年：西遊記(貳) 飾 紅孩兒
- 1999年：雙面伊人 飾 莫一菲
- 2000年：撻出愛火花 飾 汪婉瑩
- 2000年：生命有TAKE2 飾 周惠敏（Mandy）
- 2003年：撲水冤家 飾 殷慧晴
- 2004年：怪俠一枝梅 飾 江小魚
- 2004年：烽火奇遇結良緣 飾 薛金蓮
- 2005年：秀才遇著兵 飾 萬麗君
- 2005年：奪命真夫 飾 蔣雅怡（Jenny）
- 2006年：女人唔易做 飾 江晶晶（Crystal）
- 2006年：心理心裏有個謎 飾 Fifi Wong

### 電影
- 1996年：香蕉成熟时之為你锺情
- 2001年：願望樹
- 2001年：我真係见到鬼
- 2002年：骑呢特工
- 2004年：冒牌大状審死官（电视电影）
- 2007年：真的戀愛了?（福音電影）
- 2015年：五個小孩的校長

### 節目主持（無綫電視）
- 1999年：驚天動地獎門人 (Ep. 1, 5-6, 8, 10-11, 13, 15-16, 18-21)
- 1999年：新華旅遊反斗俱樂部
- 2006年：心大心細

### 節目主持（奇妙電視）
- 2017年：身·醫·管

### 節目主持（港台電視31）
- 2021年：兒童健身中心─仔仔女女Keep Fit特攻隊

### 電視節目（ViuTV）
- 2024年：《今天只做一「健」事》 第101集嘉賓

## 音樂作品

### EP
| EP # | EP名稱                               | EP類型 | 發行日期 | 曲目                                                                                              |
| ---- | ------------------------------------ | ------ | -------- | ------------------------------------------------------------------------------------------------- |
| 1st  | 櫻桃小丸子 （與何韻詩合輯）          | EP     | 1997年   | 1. 問題天天都多 2. 小丸子的心事（何韻詩） 3. 問題天天都多（伴唱音樂） 4. 小丸子的心事（伴唱音樂） |
| 2nd  | 超人迪加·皇家雙妹嘜 （與陳奕迅合輯） | EP     | 1998年   | 1. 超人的主題曲（陳奕迅） 2. 皇家雙妹嘜 3. 超人的主題曲（伴唱音樂） 4. 皇家雙妹嘜（伴唱音樂）     |
| 3rd  | Cindy                                | AVEP   | 2001年   | 1. Get It Right 2. 咖啡與糖 3. I Can Not Quit 4. 為誰哭泣 5. 如果這是愛 6. 怎麼了                 |

### 單曲
- 1998年：《小丸子放暑假》
- 1999年：《小丸子妙想天開》、《幻想著快樂》
- 2000年：《反斗任我飛》（蓋世寶合唱）、《手牽手共闖》
- 2001年：《青咖喱》

## 派台歌曲成績
| 派台歌曲成績 | 派台歌曲成績 | 派台歌曲成績 | 派台歌曲成績 | 派台歌曲成績 | 派台歌曲成績 | 派台歌曲成績                                   |
| ------------ | ------------ | ------------ | ------------ | ------------ | ------------ | ---------------------------------------------- |
| 唱片         | 歌曲         | 903          | RTHK         | 997          | TVB          | 備註                                           |
| 2000年       |              |              |              |              |              |                                                |
| Cindy        | Get It Right | -            | -            | -            | -            | 2000年度勁歌金曲第四季季選新星試打三屆台主歌曲 |
| 2001年       |              |              |              |              |              |                                                |
| Cindy        | 為誰哭泣     | -            | -            | 5            | -            |                                                |
| Cindy        | 咖啡與糖     | -            | -            | -            | -            |                                                |
| Cindy        | 怎麼了       | -            | -            | 13           | 10           |                                                |
|              | 青咖喱       | -            | -            | -            | -            |                                                |

| 各台冠軍歌總數 | 各台冠軍歌總數 | 各台冠軍歌總數 | 各台冠軍歌總數 | 各台冠軍歌總數    |
| -------------- | -------------- | -------------- | -------------- | ----------------- |
| 903            | RTHK           | 997            | TVB            | 備註              |
| 0              | 0              | 0              | 0              | 四台冠軍歌總數：0 |

（*）表示仍在榜上

## 獎項
- 1997年：1997年度兒歌金曲頒獎典禮最受歡迎兒歌女歌手
- 1997年：1997年度兒歌金曲頒獎典禮十大兒歌金曲——《問題天天都多 （页面存档备份，存于）》
- 1997年：1997年度兒歌金曲頒獎典禮至NET兒歌大獎——《問題天天都多 （页面存档备份，存于）》
- 1998年：1998年度兒歌金曲頒獎典禮十大兒歌金曲——《皇家雙妹嘜》
- 1998年：1998年度兒歌金曲頒獎典禮十大兒歌金曲——《小丸子放暑假 （页面存档备份，存于）》
- 1999年：1999年度兒歌金曲頒獎典禮十大兒歌金曲——《小丸子妙想天開 （页面存档备份，存于）》
- 1999年：第11屆CASH流行曲創作大賽——《幻想著快樂》
- 2000年：2000年度勁歌金曲第四季季選新星試打三屆台主歌曲——《Get It Right》
- 2013年：第8屆VIP音樂榜頒獎禮VIP熱播歌曲《時光盛宴》

## 書籍
- 2005:《歐倩怡情迷蛋糕》

## 外部連結
- 郭晉安--歐倩怡 新浪微博 （页面存档备份，存于）
- 歐倩怡Cindy Au的Facebook（專頁） （页面存档备份，存于）
- 郭晉安-歐倩怡的Facebook（專頁） （页面存档备份，存于）
- 歐倩怡的Instagram帳戶